# Copa da Liga Escocesa 1994–95
A Copa da Liga Escocesa de 1994-95 foi a 49º edição do segundo mais importante torneio eliminatório do futebol da Escócia. O campeão foi o Raith Rovers F.C., que conquistou seu 1º título na história da competição ao vencer a final contra o Celtic F.C., pelo placar de 2 a 2.

## Premiação
| Copa da Liga Escocesa de 1994-95      |
| Escócia                               |
| ------------------------------------- |
| Raith Rovers F.C. Campeão (1º título) |